# Huosoma
Huosoma is een geslacht van libellen (Odonata) uit de familie van de waterjuffers (Coenagrionidae).

## Soorten
- Huosoma latiloba (Yu, Yang & Bu, 2008)
- Huosoma tinctipenne (McLachlan, 1894)